# Vůz (jednotka)
Vůz neboli fudr je stará česká objemová jednotka užívaná pro kapaliny.

## alternativní velikosti
- jeden vůz = 1488 litru = 768 pint = 32 věder
- jeden vůz = 1652 litru = 32 věder po 51,62 litrech

## Použitý zdroj
- Malý slovník jednotek měření, vydalo nakladatelství Mladá fronta v roce 1982, katalogové číslo 23-065-82